# .22-250 Rem
Le .22-250 Remington (nom de son inventeur) est une cartouche de chasse de petit calibre (5,5 mm) mais possédant une grande vitesse à la bouche. Selon Le Chasseur français, il convient au petit gibier et au chevreuil. Il est fabriqué industriellement en Finlande, en France, en Suède et aux États-Unis.

## Balistique indicative (cartoucheRemington)
- Nature de la balle : Balle demi-blindée pointue
- Masse de la balle : 2,6–3,6 g
- Vitesse (balle de 3,6 g)
  - initiale : 1 122 m/s
  - résiduelle à 100 m : 947 m/s
  - résiduelle à 300 m : 657 m/s
- Énergie (balle de 3,6 g)
  - initiale : 2 266 joules
  - résiduelle à 100 m : 1 614 J
  - résiduelle à 300 m : 777 J
  - résiduelle à 500 m : 358 J

## Sources
- Le Chasseur français, HS no 26 « Armes & équipements 2002 », septembre 2002.